# Линейни крайцери тип „Измаил“
Измаил (на руски: Измаил) са нереализиран тип линейни крайцери на руския императорски флот.

## История на създаването
След поражението на Русия в руско-японската война руското Морско министерство започва да преразглежда стратегията си за развитието на военния флот. Вдъхновени от това, как леко японските ескадри обхващат главата на руските ескадри при Цушима и Жълто море, авторите на проекта за третото поколение дредноути залагат на бързия ход и огневата мощ, по този начин създавайки собствената концепция за линеен крайцер.
Линейните крайцери трябва да се използват в състава бързоходен отряд на главните сили в ескадрения бой. Те имат ролята на свободно маневрираща сила, способна да осъществява дълбоко тактическо разузнаване и обхват на главата на ескадрата на противника.
Започвайки от 1909 г. върви активна подготовка и обсъждане на нова корабостроителна програма – „Десетгодишна програма за корабостроене (1910 – 1920 г.)“ – т.нар. „Голяма корабостроителна програма“, която в крайния си вариант предвижда строителството за БФ: 8 линейни кораба, 4 линейни крайцера, 18 ескадрени миноносеца и 12 подводни лодки; съдове за ЧФ и Флотилията на Тихия океан, а също превъоръжаване и модернизация на няколко линейни кораба – „Три Святителя“, „Двенадцат апостолов“, „Георгий Победоносец“. Програмата е утвърдена на 25 март 1910 г. от император Николай II, обаче до 1911 г. Държавна дума не я разглежда.
През 1911 г. Морското министерство и Морския генерален щаб започват разглеждане на програмата от 1910 г. В крайна сметка тяхната работа води до това, че на 25 април 1911 г. Николай II утвърждава „Програма за спешно усилване на Балтийския флот“ и „Законопроект за военноморския флот“ (предвиждащ да има към 1930 г. две действащи и една резервни ескадри в състава на БФ; една действаща и една резервна в състава на ЧФ; а състава на Флотилията на Тихия океан се разглежда отделно, след някои задръжки, неголеми корекции, утвърдени от Съвета на министрите, Държавния съвет, на 6 юни 1912 г. от Държавната Дума тази програма и закона за флота са утвърдени. Тя предвижда строителството от 1912 до 1916 (7) година за Балтийския флот на 4-те линейни крайцера от типа „Измаил“, 2 минни крайцера („Муравьов-Амурский“ и „Адмирал Невелский“ – поръчани в Германия), 4-ри леки крайцери тип „Светлана“ („Адмирал Грейг“, „Светлана“, „Адмирал Бутаков“, „Адмирал Спиридов“), 31 Ескадрени миноносци тип „Новик“ (в различни серии) и 12 подводници; а също 2 леки крайцера от типа „Светлана“ („Адмирал Нахимов“, „Адмирал Лазарев“ за Черноморския флот).
На 15 май 1910 г. морският министър С. А. Воеводский утвърждава съставените от Морския генерален щаб „Задания за изработка на елементите за проектиране на броненосните крайцери“, след което Морския технически комитет (МТК) пристъпва към разработката. Първите скици показват, че при минимално въоръжение (8 х 305-мм оръдия) водоизместимостта на корабите ще състави 28 000 т, с главните размери 204 х 27 х 8,8 м, зададената скорост (28 въз.) изисква форсиране на котлите и мощност на турбините от 80 000 к.с. (относителна маса на енергетичната установка 67 кг/к.с.)
Задачата за увеличаване на настъпателната мощ води до бърз ръст на калибъра и броя на оръдията, в резултат на което размерите на крайцера значително се увеличават. Някои точки от заданието се оказват неизпълними, за това на 24 декември 1910 г. района на плаването е намален наполовина, а ъгълът на възвишение на оръдията – до 25°.
На 26 август 1911 г. Морското министерство разпраща на шест руски и седемнадесетте най-известни чуждестранни корабостроителни предприятия предложения за представяне за конкурс на ескизни проекти за броненосни крайцери съгласно прилагащите се изисквания. Приетите за разглеждане проекти се отличават с голямо разнообразие както по въоръжение и брониране, така и по енергетичните установки: 305-мм или 356-мм корабна артилерия на главния калибър, три или четири триоръдейни кули, от двадесет до двадесет и четири 130-мм оръдия, от петнадесет до четиридесет и осем котела, от два до четири гребни вала.
Идеята за линейно-терасовидното разположение на кулите по краищата на кораба е веднага отхвърлена, а идеята за поставяне на четири триоръдейни кули, напротив, предизвиква жив интерес, обаче лимитите по разходването на средствата, отделени за построяването, вече са изчерпани. В резултат на разработчиците от Адмиралтейския и Балтийския заводи трябва да пожертват 1 възел скорост и 12 мм бордова броня. Въпреки това, парите отново не са достатъчни, и за това недостигащите суми са взети от фондовете за строителство на леките крайцери от типа „Светлана“.

### 356-мм куполни установки
През първото десетилетие на XX век увеличаването на главния калибър става основния аргумент на артилерията в противостоянието „броня/снаряд“. В Англия, Япония, Америка започват да се появяват кораби с калибър на оръдията 343 мм, 356 мм, 381 мм и повече. През октомври 1911 г. Морското министерство организира конкурс на проекти за куполни установки, предполага се, че всеки от бъдещите крайцери ще бъде въоръжен с четири 356-мм триоръдейни куполни установки, със скорострелност три залпа в минута без оглед прицелването. В конкурса вземат участие пет завода: три петербургски – Металическия, Обуховския и Путиловския, а също Дружеството на Николаевските заводи и корабостроителници (ОНЗиВ) и английският завод на „Викерс“. Конкурсът е спечелен от Металическия завод с проект, разработен от известния инженер Александър Григориевич Дукелски. Механичната част на куполните установки е разработена на основата на 305-мм куполни установки за линейните кораби от типа „Севастопол“, за снижаването на теглото оръдието за първи път се поставя без т. нар. „риза“, непосредствено в леглото. въпреки това теглото на оръдията в сравнение с 305-мм нараства от 50,7 до 83,8 тона. За увеличаване на скоростта на накат се използват регулатор на наката и буфер на наката. Покривът на кулите е от 125-мм броневи листове, стените на кулите от листове с дебелина 300 мм.

## История на строителството
На 4 август 1912 г. морският министър утвърждава чертежите на „общия проект“. На 5 септември 1912 г. Адмиралтейския и Балтийския заводи получават поръчките за постройка на линейните крайцери (по два) със срокове за готовност за изпитания на двата първи 1 юли, на вторите 1 септември 1916 г. За старши строител на корабите е назначен И. И. Бобров.
На 12 октомври 1912 г. поръчаните на Балтийския завод кораби получават наименованията „Измаил“ и „Кинбурн“, а на Адмиралтейския – „Бородино“ и „Наварин“. На 6 декември, след тържественото залагане, крайцерите официално са зачислени в списъците на флота, макар теоретичният чертеж за техните корпуси още да не е утвърден окончателно.
Към август 1914 г. готовността по маса на поставеното и намиращия се в обработка метал на корпуса съставя за „Измаил“ – 43%, за „Кинбурн“ – 38%, „Бородино“ – 30% и за „Наварин“ – 20%. Темповете за строеж изостават от утвърдените графици поради изоставане на доставките на материали и отливки. Още на 22 май 1914 г. датите за спускане на първите два кораба са пренесени за октомври същата планирана година. С началото на войната се забелязва срив на доставките на кулите на главния калибър. Част от отливките и ковките, мортирите и крощейните за гребните валове, произвеждащи се в Германия, се налага да бъдат поръчани на и без това вече претоварените заводи на Морското ведомство. Съгласно утвърдените на 20 декември нови срокови отчети спуска на първите два крайцера се пренася за май, на вторите – за септември 1915 г., а готовността за корабни изпитания – съответно за май и август 1917 г., т.е. с годишно забавяне спрямо планираните срокове.
Сутринта на 9 юни 1915 г. главният кораб на серията, „Измаил“, е спуснат на вода. На 11 юни е спуснат „Бородино“, а на 17 октомври – „Кинбурн“. В съответствие с обявената на 27 юни от Морското ведомство нова класификация, корабите от типа „Измаил“ са зачислени в класа на линейните крайцери.
След спуска на трите кораба на вода строителните работи почти напълно се прекратяват. Едва през пролетта на 1916 г. всички доспускови работи по „Наварин“ са срочно завършени и на 27 октомври 1916 г. крайцерът слиза на вода.
По състояние към 15 април 1917 г. готовността на крайцерите „Измаил“, „Бородино“, „Кинбурн“ и „Наварин“ е следната: по корпус, системи и устройства – 65, 57, 52 и 50%; по вече поставеното поясно и палубно брониране – 36, 13, 5, 2%; механизми – 66, 40, 22, 26,5%, по котли – 66, 38,4, 7,2 и 2,5%. Срокът за готовност на кулите на „Измаил“ е пренесен за края на 1919 г., а за останалите кораби – за следващата година. През лятото на 1917 г. събранието на работниците на корабостроителните заводи, постановяващо продължаването на строежа на „Измаил“ макар и само заради осигуряването на заплащане, изразява пожелание за преправянето на останалите кораби от този тип в търговски съдове. В ескизните проекти са забелязани два варианта за преоборудването: в товарни (или нефтоналивни) параходи с товароподемност по 16 000 т и в нефтени баржи (22 000 т).
В края на 1917 г. Временното правителство постановява да се спре строежа на редица кораби, в т.ч. и серията „Измаил“. В годините на гражданската война корпусите на линейните крайцери остават при стените на заводите. На 19 юли 1923 г. „Бородино“, „Кинбурн“ и „Наварин“ са изключени от списъците на флота, а на 21 август корабите купува „в цялостен вид“ германската фирма „Алфред Кубац“. На 26 септември в Петроград пристигат буксири за „Кинбурн“, а по-късно – и за двата останали. Котлите, механизмите и другото корабно оборудване е използвано, частично при ремонта и модернизацията на останалите а строй бойни кораби.
Повдигани са няколко варианта за дострояването на „Измаил“, в т.ч. и преоборудването му в самолетоносач. Този проект възниква през март 1925 г. Предполага се кораба да има мощно артилерийско въоръжение и авиогрупа в състава на 12 торпедобомбовоза, 27 изтребителя, 6 разузнавача, 5 артилерийски коректировчика. Ориентировъчната водоизместимост съставлява 20 000 – 22 000 т. Проектът е утвърден от председателя на Совнаркома А. И. Риков на 6 юли 1925 г. Обаче на 16 март 1926 г. комисия начело с И. С. Уншлихт спира всички работи, и „Измаил“ отива за скрап.
В началото на 30-те години корпусът на крайцера е разглобен. Част от котлите са поставени на линейния кораб „Гангут“. Три оръдия от главния калибър са поставени на специално проектирани железопътни транспортьори; след успешни изпитания в периода 1932 – 1933 г. те са включени в състава на артилерията на бреговата отбрана на Балтийския флот. В годините на блокадата на Ленинград те успешно стрелят по живата сила, техниката и отбранителните съоръжения на хитлеристите.
| Название   | Завод              | Заложен            | Строител                                       | Спуснат             | Готовност |
| ---------- | ------------------ | ------------------ | ---------------------------------------------- | ------------------- | --------- |
| „Измаил“   | Балтийски, СПб     | 6 декември 1912 г. | И. И. Бобров                                   | 9 юни 1915 г.       | 65 %      |
| „Бородино“ | Адмиралтейски, СПб | 6 декември 1912 г. | В. И. Невражин, старши помощник А. И. Балкашин | 19 юли 1915 г.      | 57 %      |
| „Кинбурн“  | Балтийски, СПб     | 6 декември 1912 г. | П. Е. Беляев                                   | 30 октомври 1915 г. | 50 %      |
| „Наварин“  | Адмиралтейски, СПб | 6 декември 1912 г. | В. И. Невражин                                 | 9 ноември 1916 г.   | 52 %      |

## Конструкция
По въоръжение линейните крайцери от типа „Измаил“ значително превъзхождат съвременните им дредноути и свръхдредноути. Болшинството чуждестранни линейни кораби и линейни крайцери им отстъпват по количество, калибър и тегло на бордовия залп така до „вашингтонските“ линкори от типа Rodney. Единствените съперници по въоръжение за „Измаилите“ са американските „стандартни“ линкори. По защита „Измаилите“ отстъпват на болшинството съвременни им линкори – тяхната броня се пробива на болшинството бойни дистанции дори от 305-мм снаряди. Благодарение на превъзходството по скорост и въоръжение, те могат да разчитат на успех само в скоротечен бой или на своевременно оттегляне. Сравнението на „Измаилите“ с линейните крайцери на другите страни, особено с английските, въобще губи смисъл – такова е превъзходството на руските крайцери по въоръжение.
През август 1913 г. са получени резултатите от опитните изпитания, получени при обстрелването на „изваден съд №4“ (бившия броненосец „Чесма“), на който са монтирани елементи от броневата защита на новите линкори, и тези резултати вкарват корабостроителите в състояние на шок. Става ясно, че броневия пояс се пробива от 305-мм снаряди на дистанции 85 – 90 кабелтови – отделни плочи се огъват, а външния борд се „пречупва“ даже в тези случаи, когато броневите плочи не са пробити; разрушава се настила на горната палуба, а от неговите осколки – и средната. На вече строящите се „Измаили“ се ограничават само с усъвършенстване на системата за закрепване на броневите плочи, усилване на набора зад бронята, внедряване на 3-дюймова дървена подложка под пояса и изменение на разпределението по тегло на хоризонталната броня на горната и средната палуби.